# 市川彩乃
市川 彩乃（いちかわ あやの）は、日本の元AV女優。
身長:150cm。スリーサイズ:B80(C-65)・W58・H85。

## 略歴・人物
2004年にデビューしたロリ系のAV女優である。 

## 出演作品

### アダルトビデオ
2004年
- はじめて企画!新人女優「泊りがけ」合コン=ヤリコン!? （6月4日、忠実堂）
- 恥態測定 ［オンナの羞恥を追跡する］ （6月16日、ワープエンタテインメント）…オムニバス作品
- 妹はあまえんぼう 漫画家編 （8月1日、レイディックス）
- Athlete ビデオ体操 No.03 （8月11日、アスリート）…オムニバス作品
- 女子中○生中出しスクール水着 （8月18日、ロータス）…オムニバス作品
- パイパン女子中○生3人拘束中出し （8月18日、ロータス）…オムニバス作品
- 関東心霊スポットFUCK 〜ほんとにあった!エロいビデオ〜 （9月3日、TMA）…オムニバス作品 ※レンタル作品
- 心霊スポットFUCK 〜ほんとにあった!エロいビデオ〜 （9月3日、TMA）…オムニバス作品 ※『関東心霊スポットFUCK 〜ほんとにあった!エロいビデオ〜』のセル版
- 描きながらヤリまくる!某有名マンガ家AVデビュー!! （10月29日、LEO）※レンタル作品
- 女流漫画家はどぎついエロがすきなのだ （11月12日、LEO） ※『描きながらヤリまくる!某有名マンガ家AVデビュー!!』のセル版
- 女子校生が素人男を連れ込み即尺即SEX!! （11月15日、アレックス）
- 中●生ゴスロリ召使い （12月8日、マルクス兄弟）
- ザ･首４の字固め VOL.5 （12月25日、リアルサイボーグ）…オムニバス作品

2005年
- パイパン娘。 パイパン大運動会 （1月8日、カルマ）
- ザ・スリーパー VOL.3 （1月8日、リアルサイボーグ）…オムニバス作品
- ロリぱい （3月8日、カルマ）
- アキバ系の女 （12月1日、VIP）

2006年
- 愛撫バトル No.10 （4月8日、バトル）

### アダルトサイト
- PORNOGRAPH Amateurgraph あやの （PORNOGRAPH）